# سام برتون
سام برتون (انگلیسی: Sam Burton; ۱۰ نوامبر ۱۹۲۶ – ۸ اکتبر ۲۰۲۰) بازیکن فوتبال اهل بریتانیا بود.
از باشگاه‌هایی که در آن بازی کرده‌است می‌توان به باشگاه فوتبال سوئیندون تاون اشاره کرد.